# 6-й проезд Подбельского
Шесто́й прое́зд Подбе́льского — проезд, расположенный в Восточном административном округе города Москвы на территории района Богородское.

## История
Проезд получил своё название 12 марта 1954 года по нахождению на территории бывшего посёлка имени Подбельского; посёлок был построен в 1920-х годах по инициативе работников связи близ села Богородское и получил имя народного комиссара почт и телеграфа РСФСР В. Н. Подбельского (1887—1920).

## Расположение
6-й проезд Подбельского проходит от 5-го проезда Подбельского на юго-восток параллельно путям Малого кольца Московской железной дороги до Открытого шоссе, за которым после некоторого перерыва продолжается как Окружной проезд, с юго-запада к 6-му проезду Подбельского примыкает 7-й проезд Подбельского.

## Перспективы
Существуют планы, в ходе развития местных дорог, продления проезда до соединения с Окружным проездом (у ТПУ Черкизово) и выходом на Тюменскую улицу.

## Примечательные здания и сооружения
По нечётной стороне:
По чётной стороне:
До 2014 года по 5-му и 6-му проезду Подбельского сохранялось несколько домов бывшего посёлка имени Подбельского, построенных в 1938-1939 гг. и надстроенных в 1951 году.

## Транспорт

### Наземный транспорт
По 6-му проезду Подбельского не проходят маршруты наземного общественного транспорта. У северо-западного конца проезда, на 5-м проезде Подбельского, расположена остановка «4-й проезд Подбельского» автобуса 80, у юго-восточного, на Ивантеевской улице, — остановка «Метро „Бульвар Рокоссовского“» трамваев 2, 4, 7, 46, автобусов, 75, 80, 86, 265, 327.

### Метро
- Станция метро «Бульвар Рокоссовского» Сокольнической линии — южнее проезда, на Ивантеевской улице

### Железнодорожный транспорт
- Станция МЦК «Бульвар Рокоссовского» — непосредственно на проезде.